# Стадион Ракоци

Стадион Ракоци (мађ. Rákoczi Stadion), је стадион у Капошвару, Мађарска.  Са капацитетом од 7.000 места, од 2004. године је домаћин године мечева ФК Ракоци Капошвар, из којега је и добио име, а клуб је добио име по Ференц II Ракоцију.

## Историја
Надимак стадиона је Цукорђари гедер што значи „шећеранина јама“ (Cukorgyári Gödör) јер заправо седи поред једине мађарске фабрике шећера која још увек ради.
Градња стадиона је коштала 977 милиона форинти. Крајем маја 2013. године, са првенством које још није завршено, тада деветогодишњи травњак стадиона нашао се у толико лошем стању да је замена постала неизбежна. Капошваров тим се због тога морао преселити за крај сезоне и терен је промењен за износ од 50 милиона форинти..
У оквиру новог програма обнове стадиона најављеног 2013. године, град Капошвар ће добити 560 милиона форинти за модернизацију стадиона..